# Мехерпур (округ)
Мехерпур (бенг. মেহেরপুর জেলা, англ. Meherpur District) — округ на западе Бангладеш, в области Кхулна. Образован в 1984 году из части округа Куштия. Административный центр — город Мехерпур. Площадь округа — 716 км². По данным переписи 2001 года население округа составляло 579 531 человек. Уровень грамотности взрослого населения составлял 25,23 %, что значительно ниже среднего уровня по Бангладеш (43,1 %). 97,5 % населения округа исповедовало ислам, 1,28 % — индуизм и 1,17 % — христианство.

## Административно-территориальное деление
Округ состоит из следующих подокругов:
Подокруга (центр)
1. Гангни (Гангни)
2. Муджибнагар (Муджибнагар)